# Sainte-Radégonde
Sainte-Radégonde è un comune francese di 176 abitanti situato nel dipartimento della Vienne nella regione della Nuova Aquitania.

## Società

### Evoluzione demografica
Abitanti censiti